# Derrick Jefferson
Derrick Lavon Jefferson (* 10. März 1968 in Oak Park) ist ein US-amerikanischer Schwergewichtsboxer.

## Amateur
Jefferson gewann alle seiner 19 Amateurkämpfe und siegte 1994 beim nationalen Golden-Gloves-Turnier. Dabei erteilte er Michael Grant dessen einzige Niederlage als Amateur und schlug auch den späteren Olympiateilnehmer Lawrence Clay-Bey.

## Profikarriere
1995 wurde Jefferson Profi und besiegte zunächst eine Reihe wenig bekannte Aufbaugegner. Seine ersten namhafteren Gegner waren der ehemalige Weltmeisterschafts-Herausforderer Bert Cooper und Obed Sullivan, späterer Gegner von Vitali Klitschko, den er nach Punkten schlug.
Viel von seiner Reputation stammt aus dem Kampf gegen Maurice Harris im November 1999. In einem der spektakulärsten Schwergewichtskämpfe der 1990er Jahre mussten beide Boxer zu Boden, bevor Jefferson dann in der sechsten Runde mit einem wirkungsvollen linken Haken der KO gelang.
In seinem nächsten Kampf gegen David Izon im Januar 2000 ging er nach dieser Leistung als klarer Favorit. In der Anfangsphase der Begegnung dominierte er den Nigerianer auch deutlich, in den späteren Runden machten sich dann jedoch Konditionsschwächen bemerkbar, die Izon schließlich ausnutzen konnte und durch technischen KO in der neunten Runde gewann.
Als Nächstes traf er auf den Russen Oleg Maskajew. Schon in der ersten Runde ging er zu Boden und brach sich den Knöchel an und ging dann in der vierten Runde KO.
Nach diesen zwei Niederlagen in Folge bekam er dennoch 2001 einen WBO-Titelkampf gegen Wladimir Klitschko. Er war jedoch chancenlos und unterlag in der zweiten Runde durch KO.
Anschließend boxte er nur noch sporadisch. Im April 2005 wurde er von DaVarryl Williamson vorzeitig besiegt.